# Вулиця Святотроїцька (Черкаси)
Вулиця Святотро́їцька — вулиця у Черкасах.

## Розташування
Вулиця простягається від Клубного узвозу біля пагорбу Слави до вулиці Надпільної.

## Опис
Вулиця вузька, заасфальтована. На кварталі між вулицею Хрещатик та бульваром Шевченка ліва пішохідна частина має значне розширення, утворюючи своєрідну площу. До складу вулиці також відноситься невеликий провулок на початку праворуч з приватною житловою забудовою (№ 2-18). По вулиці розташовуються ТСОУ (№ 24), обласна дитяча бібліотека імені Лесі Українки (№ 36), на розі з Кавказькою Пожежне депо № 1, на розі з Хрещатиком — кінотеатр «Салют», на розі з бульваром — аптека-музей по один бік та пам'ятник воїнам-афганцям і каплиця по інший. У глибині кварталу між бульваром та вулицею Гоголя, за приватним сектором, розташовується Перша міська гімназія (№ 68).

## Походження назви
З кінця 19 століття вулиця називалась Музикантською, 1908 року її перейменували на Володимирську, з 1923 року вона носила ім'я Будника, з 1941 по 2016 рік — Кірова, від прізвища радянського державного і політичного діяча Сергія Кірова. У період німецької окупації 1941-1943 років вулиця носила називалась Косинською. 22 лютого 2016 року вулицю було перейменовано в сучасну назву.

## Галерея

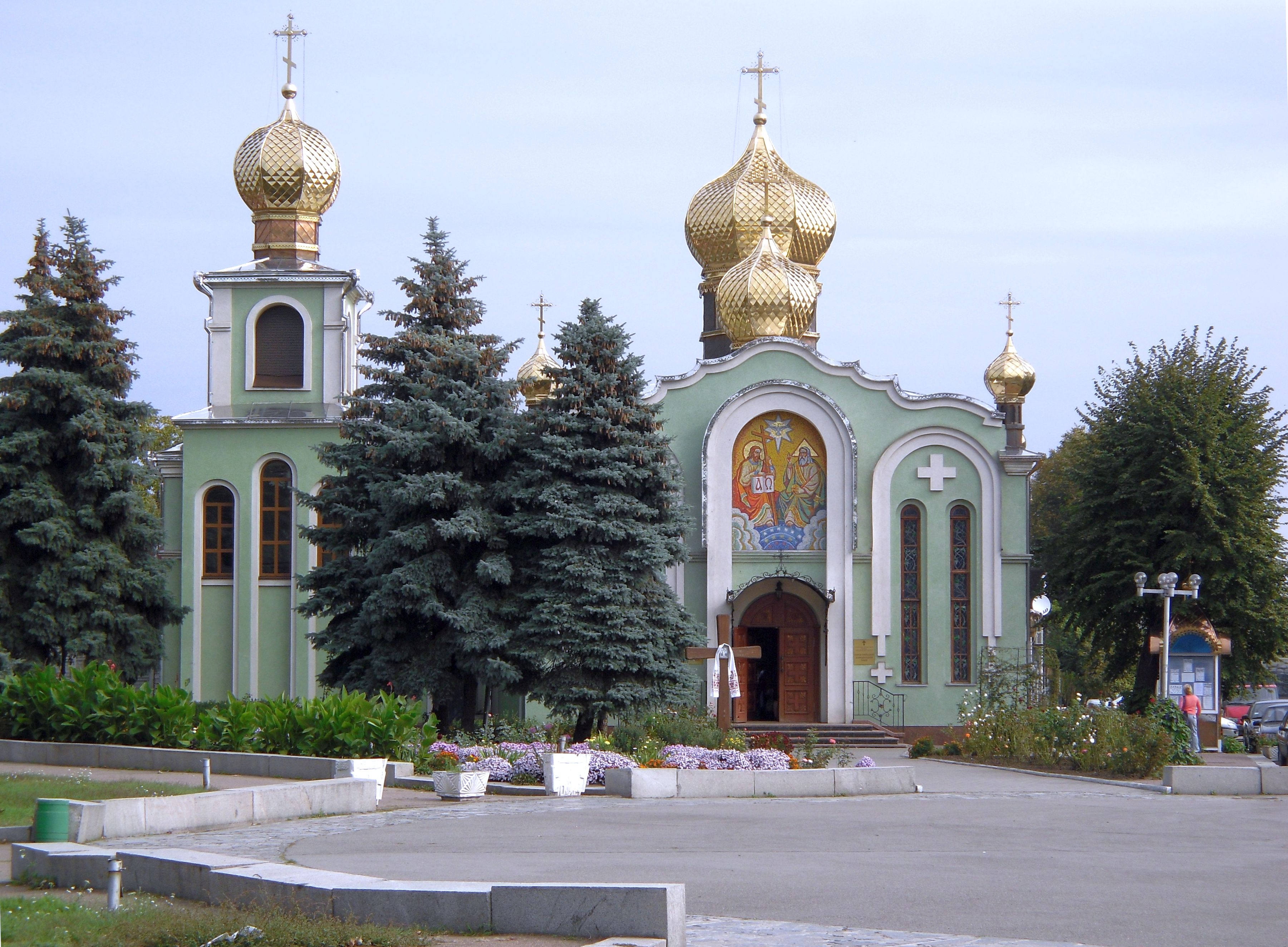
Троїцький собор
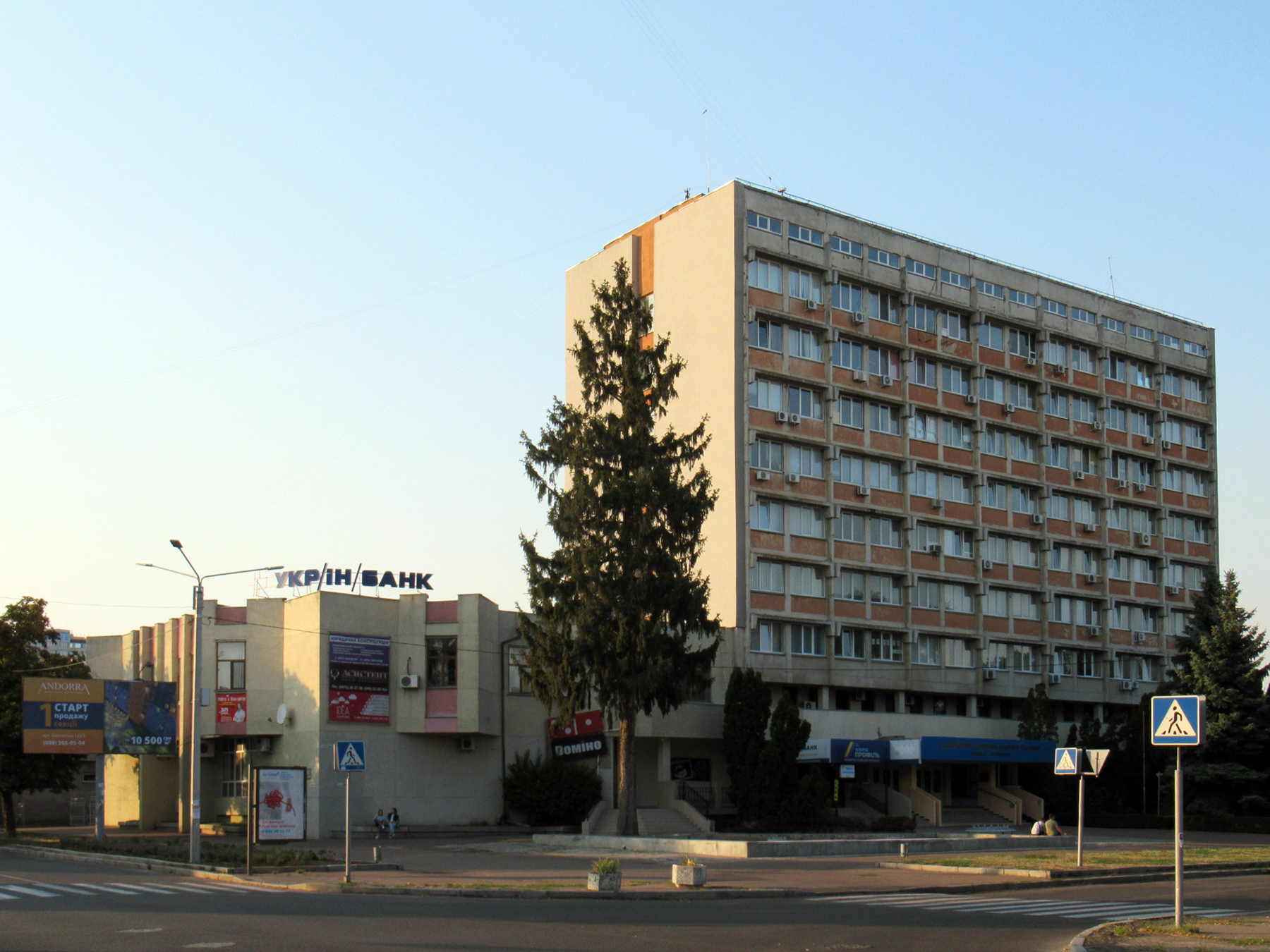
ТСОУ на розі з вул. Хрещатик (має адресу вул. Хрещатик, 195)
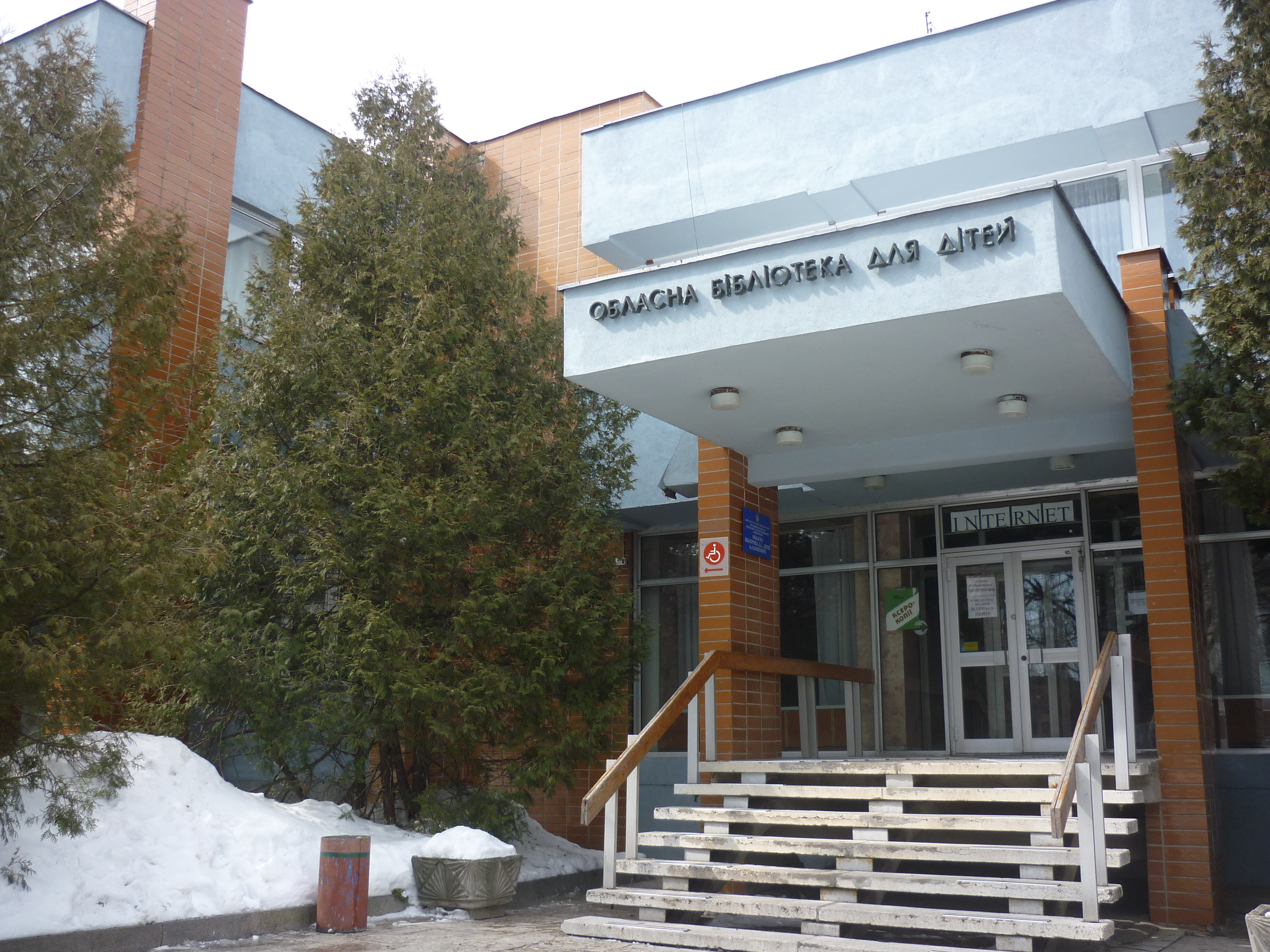
№ 24 — Обласна дитяча бібліотека
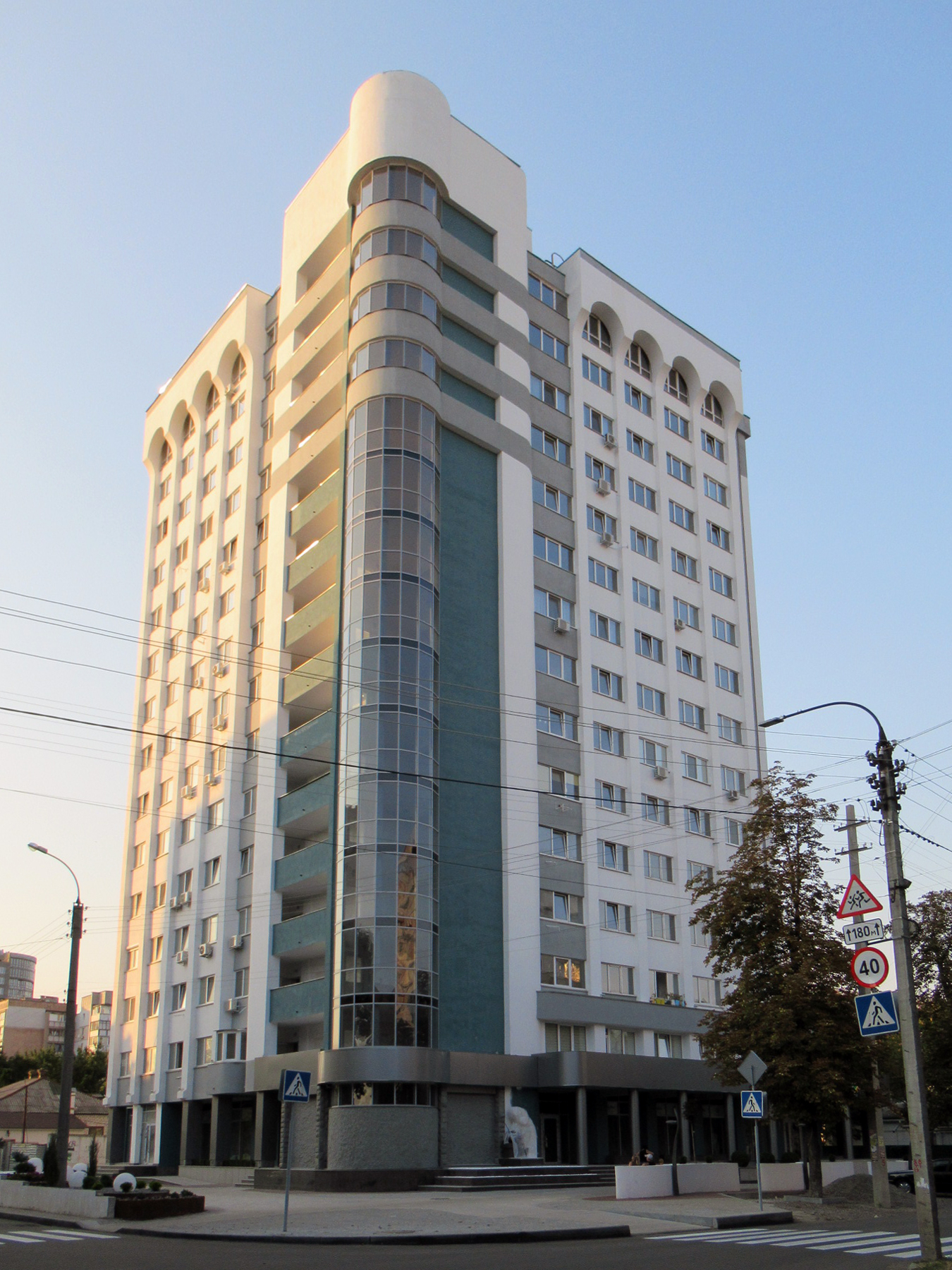
будинок на розі з вул. Гоголя (має адресу вул. Гоголя, 219)
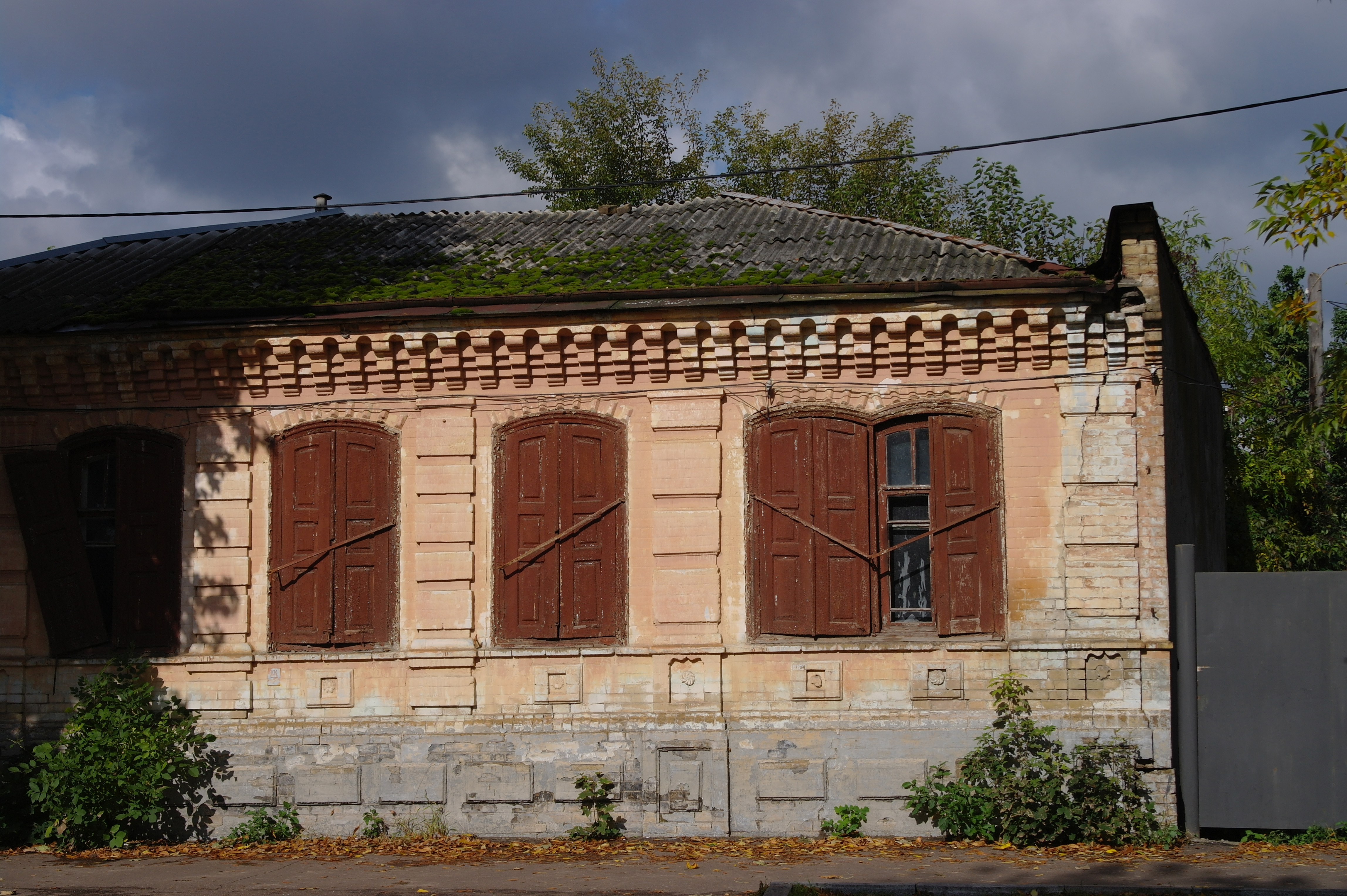
№ 42 — стара забудова
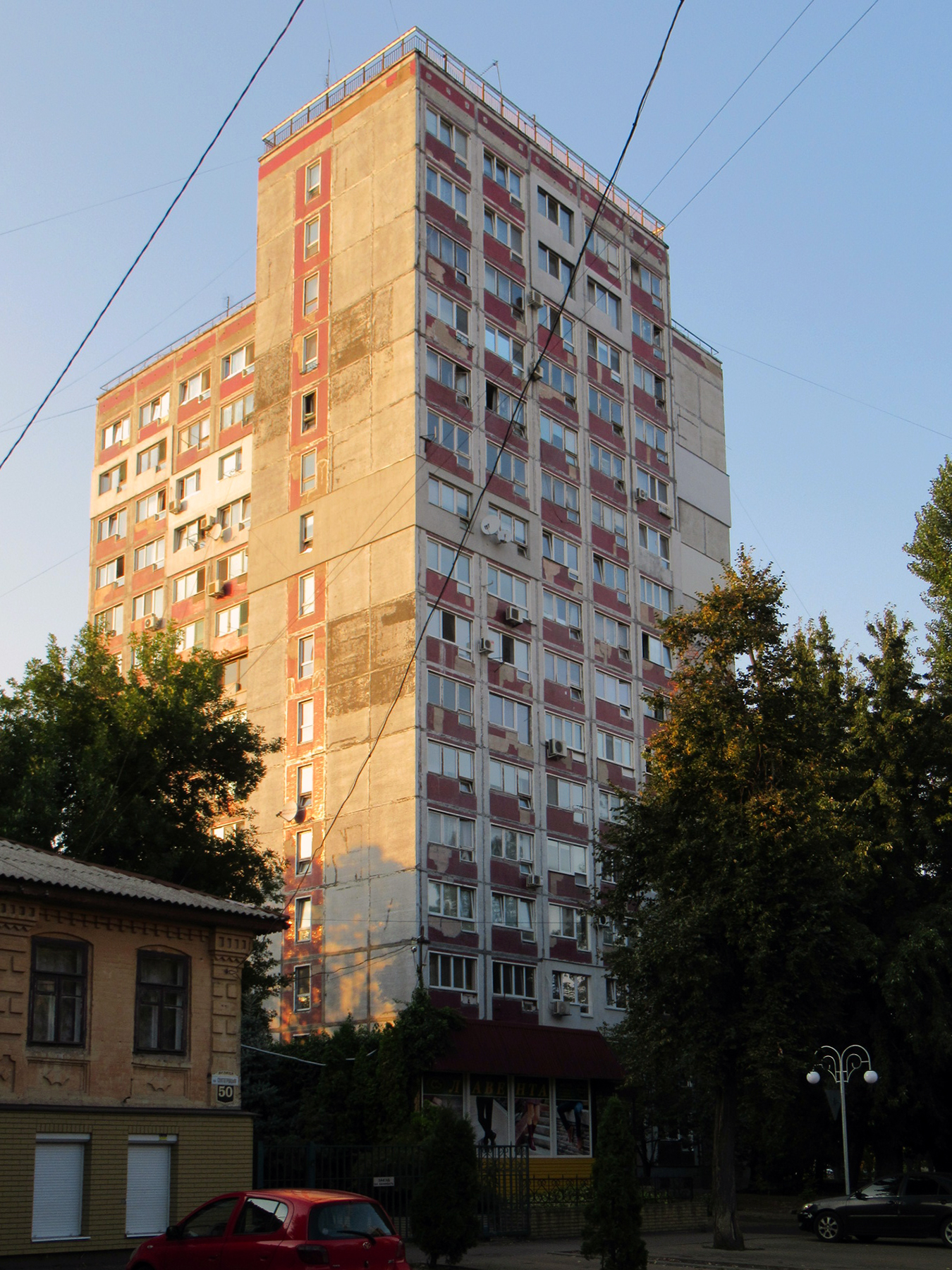
«Німецький будинок» серії PH 16 (бул. Шевченка, 200), в'їзд з вул. Святотроїцької

## Будівлі, заклади, споруди
На перетині вулиці Святотроїцької та вулиці Хрещатик розташований пам'ятник Борцям за волю України.У 2016 році було створено алею Слави і пам'ятник Небесної сотні.